# 高鍾徳
高 鍾徳（コ・ジョンドク、朝鮮語: 고종덕、1936年 - ）は、朝鮮民主主義人民共和国の政治家。江原道人民委員会委員長、咸興市行政経済委員会委員長、最高人民会議代議員などを歴任した。

## 経歴
1936年生まれ。出生地などは不明。1985年8月に咸興市行政経済委員会委員長に任命され、1989年に咸興市親善代表団を率いて中華人民共和国・上海市を訪問した。1990年4月に最高人民会議第9期代議員に選出された。1997年9月に江原道行政経済委員会委員長に任命され、1998年9月に実施された組織改編により江原道人民委員会委員長に転じた。
2003年12月に訪朝した金振兟韓国側江原道知事と会談し、サケ養殖事業などについての協定を締結した。2005年9月28日に金剛山で開かれた6.15共同宣言実践のための民俗文化祭に参加し、金振兟知事と演説を行った。
2009年3月8日に実施された最高人民会議第12期代議員選挙で代議員に再選されたが、2010年9月に江原道人民委員会委員長を解任された。